# Municipalità locale di Ndwedwe
Ndwedwe è una municipalità locale (in inglese Ndwedwe Local Municipality) appartenente alla municipalità distrettuale di iLembe della provincia di KwaZulu-Natal in Sudafrica. 
In base al censimento del 2001 la sua popolazione è di 152.495 abitanti.
La sede amministrativa e legislativa è la città di Ndwedwe e il suo territorio si estende su una superficie di 1.157 km² ed è suddiviso in 19 circoscrizioni elettorali (wards). Il suo codice di distretto è KZN293.

## Geografia fisica

### Confini
La municipalità locale di Ndwedwe confina a nord con quelle di Umvoti (Umzinyathi) e Maphumulo, a est con quella di KwaDukuza, a sud con il municipio metropolitano di Ethekwini e a ovest con quella di uMshwathi (Umgungundlovu).

### Città e comuni
- Amalanga
- Cibane
- Chili
- Gcwensa
- Glendale
- Hlophe
- Inkumba/KwaNyuswa
- Iqadi
- Khumalo
- Luthuli
- Mangangeni/Vumazonke
- Mathonsi
- Mdloti
- Mlamuli Nyuswa
- Molali
- Ndwedwe
- Ngcolosi
- Ngongoma/Mavela
- Nhlangwini
- Nyuswa/Nodwengu
- Nodunga
- Mqeku
- Nsuze
- Qadi
- Qwabe
- Qwabe N
- Shangase
- Wosiyane

### Fiumi
- Mdloti
- Mhlali
- Mqeku
- Mvoti
- Nonoti
- Nsuze
- Tongati